# Мамин, Яков Васильевич
Я́ков Васи́льевич Ма́мин (3 ноября 1873, Балаково, Российская империя — 9 августа 1955, Челябинск, СССР) — русский механик, изобретатель в области дизелестроения и тракторостроения, создатель двигателя «Русский дизель» (1906) и трактора «Русский трактор» (1910).

## Биография
Родился в крестьянской семье в селе Балаково. Окончив приходскую школу, поступил в ученики к кустарю-лудильщику, затем в мастерскую Ф. А. Блинова — изобретателя первого русского гусеничного трактора с паровым двигателем. В 1937 году Мамин приехал в Челябинск, работал в Институте механизации сельского хозяйства научным сотрудником (сначала на кафедре теплотехники, затем на кафедре тракторов и автомобилей). Скончался в 1955 году в Челябинске.

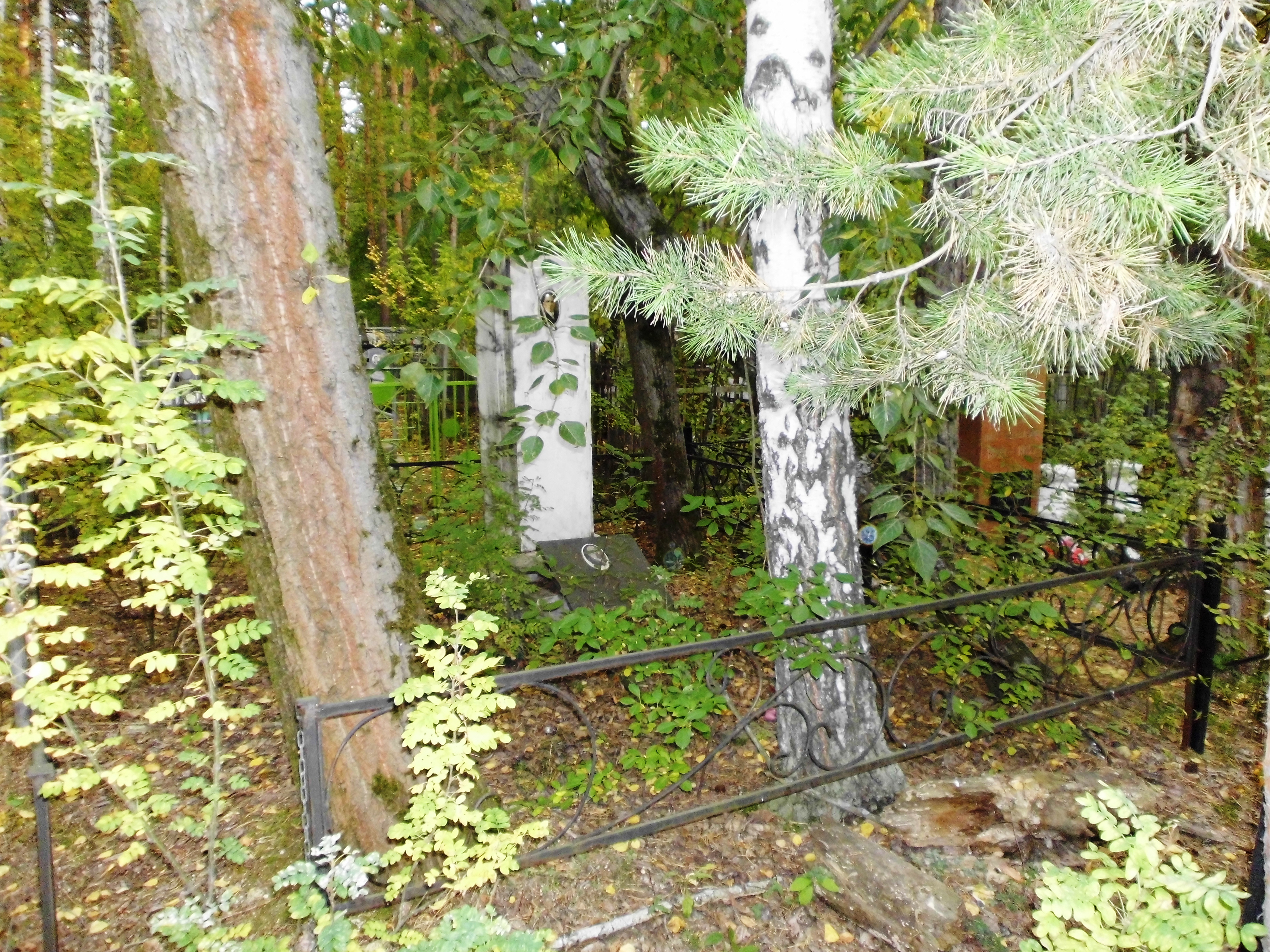
Могила Мамина Я. В. на Митрофановском кладбище города Челябинска

## Изобретения
Изобрёл двулемешный плуг, за что получил малую серебряную медаль на выставке в Саратове в 1893 году, пожарный насос, за что и получил медаль и приз 300 рублей на выставке в Пензе. Открыл свою мастерскую. Усовершенствовал паровой двигатель трактора Блинова.
Разработал оригинальную конструкцию двигателя по принципу воспламенения от сжатия и работающего на тяжёлом топливе (нефть), названного «Русский дизель» (1906).
На базе своего двигателя создал колёсный трактор «Русский трактор». С 1914 года (по другим данным начало производства относится к 1913,1912,1911, и даже к 1910 году) было произведено 4 экземпляра с разными двигателями (от 25 до 60 л. с.). После начала Первой Мировой войны завод Маминых получил заказ на военную продукцию, но Яков Васильевич продолжал работать и над тракторами и в 1919 году разработал 16-сильный трактор «Гном», а позднее — упрощенный 12-сильный «Карлик».
В 1921 году испытывал электроплуг с меньшим весом на полях Тимирязевской академии. В 1924 году успешно прошли испытания трактора «Карлик», построенного на заводе «Возрождение» в Марксштадте, на опытных полях Тимирязевской академии. Профессор В. П. Горячкин одобрил изобретение как простейший тип сельскохозяйственного трактора. Трактор «Карлик» выпускался на заводе «Возрождение» в Марксштадте с 1924 по 1928 год.

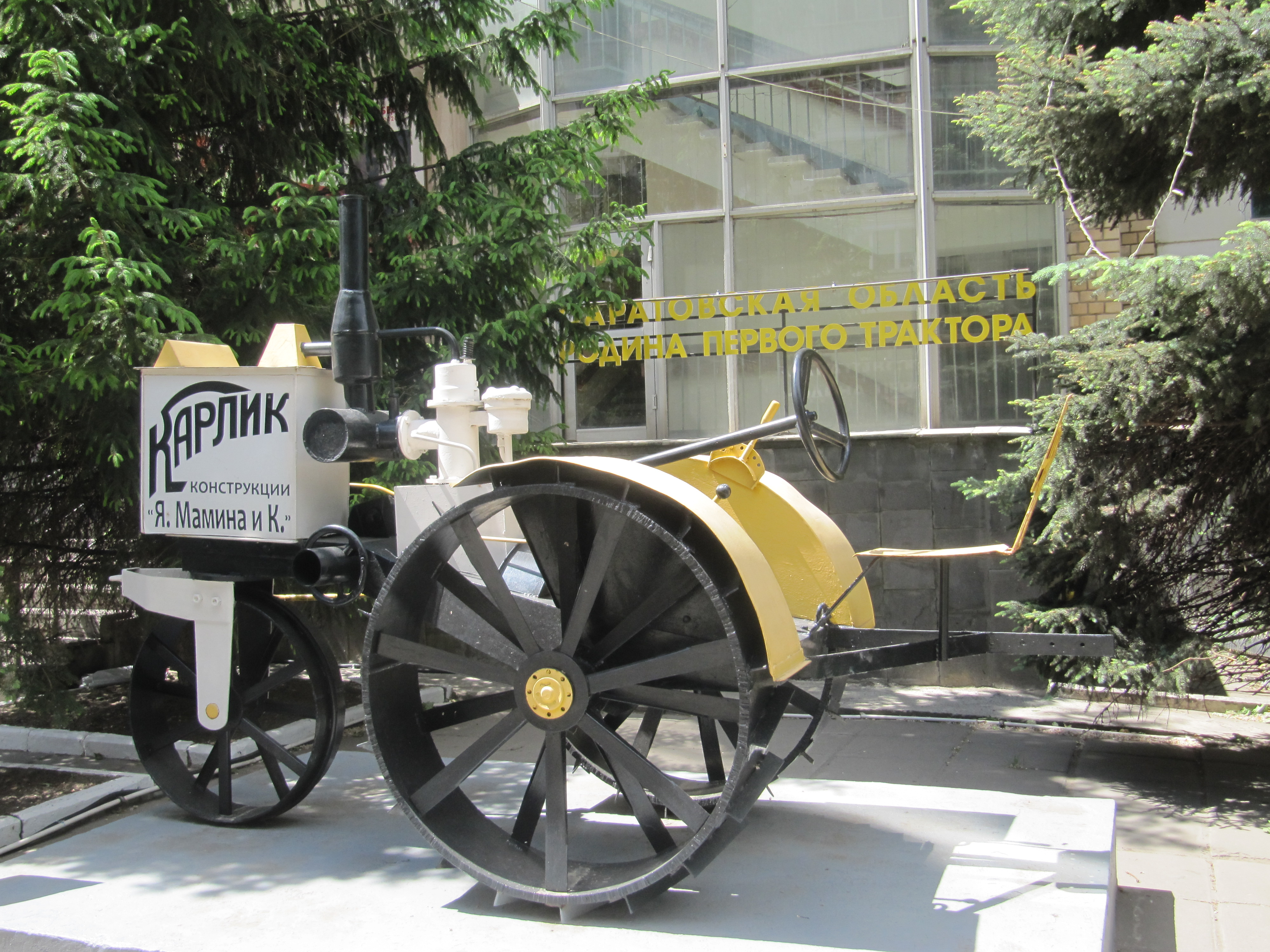
Трактор Карлик Саратов
табличка трактора «Карлик» в Парке Победы г. Саратов
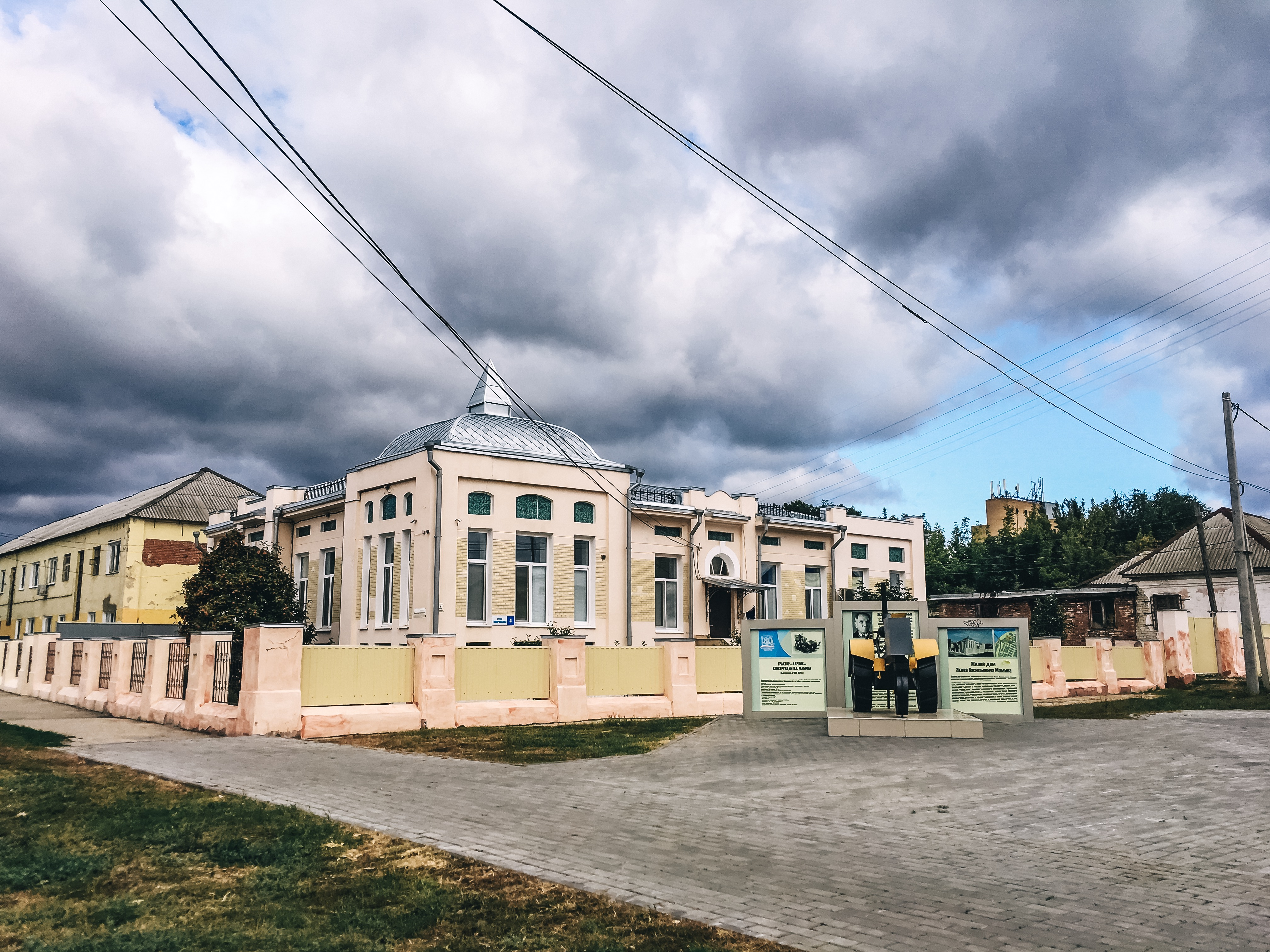
Дом, в котором проживал Я. В. Мамин

После революции Яков Васильевич также усовершенствовал конструкцию своего двигателя. В описании патента от 1923 года указывалось: «…имеет целью снабжение рабочего цилиндра свежим воздухом не только из кривошипной камеры, но и извне. Воздух используется как для распыления топлива, так и для продувки калоризатора». Мамин совершенствовал двухтактный газовый двигатель марки ЧИМЭСХ, работающий на разных видах топлива, в том числе и на соломе. Создал модель газогенератора, также работающего на соломе (1939), изобрёл работомер для механического учета и контроля работы трактора.
Мамин был награждён орденом Трудового Красного Знамени (1954), медалью «За доблестный труд в Великой Отечественной войне 1941—1945 гг.», золотой и бронзовой медалями ВДНХ (1955).

мемориальная доска на фасаде главного корпуса Южно-Уральского государственного аграрного университета

## Память
На стене здания Южно-Уральского государственного аграрного университета установлена памятная доска с барельефом (скульптор И. В. Бесчастнов) и текстом: «С 1938 по 1955 работал в Челябинском институте механизации и электрификации сельского хозяйства пионер советского тракторостроения Мамин Яков Васильевич».
Его именем названа улица в Тракторозаводском районе Челябинска.